# 11 Pułk Moździerzy

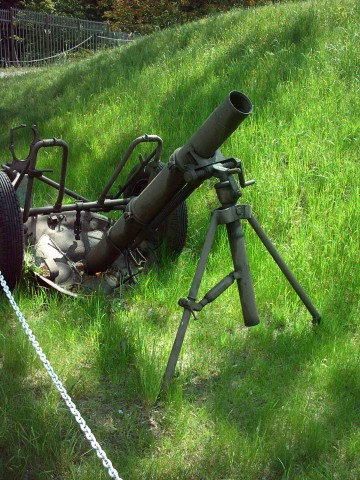
120 mm moździerz wz. 1938

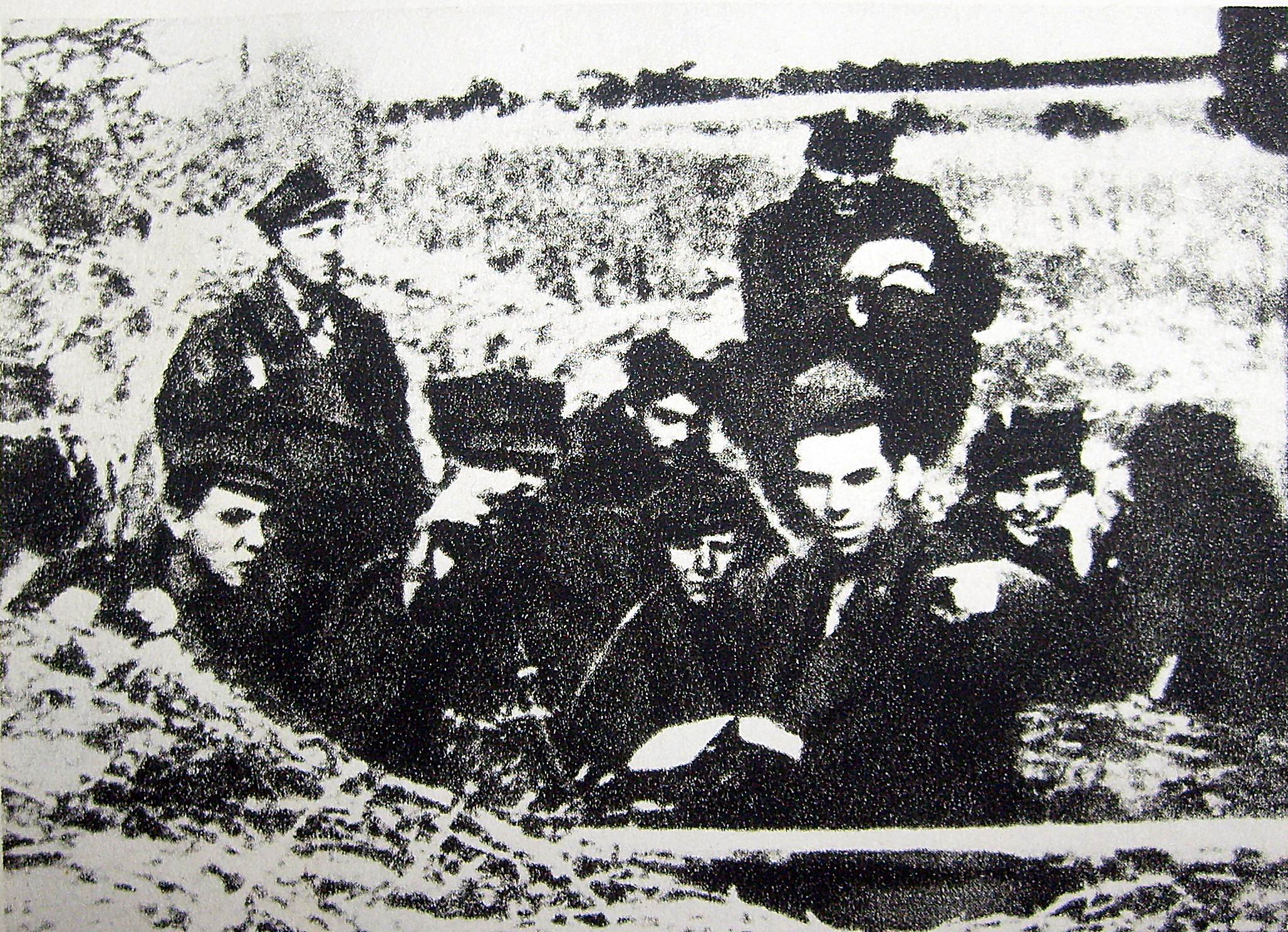
Przedpola Berlina. Punkt obserwacyjny 11 pułku moździerzy

11 pułk moździerzy (11 pm) – oddział artylerii ludowego Wojska Polskiego.
Pułk został sformowany we wsi Mokobody na podstawie rozkazu nr 8 Naczelnego Dowództwa Wojska Polskiego z 20 sierpnia 1944 roku, w składzie 1 Brygady Moździerzy. 8 listopada 1944 roku w Mokobodach żołnierze pułku złożyli przysięgę.

## Dowódcy pułku
- mjr Izaak Miszyn
- ppłk Aleksy Kaletnikow[a]

## Skład etatowy
- Dowództwo i sztab
- 2 x dywizjon moździerzy
  - 3 x bateria ogniowa
    - 2 x pluton ogniowy

  - park artyleryjski
- żołnierzy – 631 (74 oficerów, 179 podoficerów, 378 kanonierów)

- Sprzęt:
  - moździerze – 36
  - rusznice przeciwpancerne – 36
  - samochody – 97

## Działania bojowe

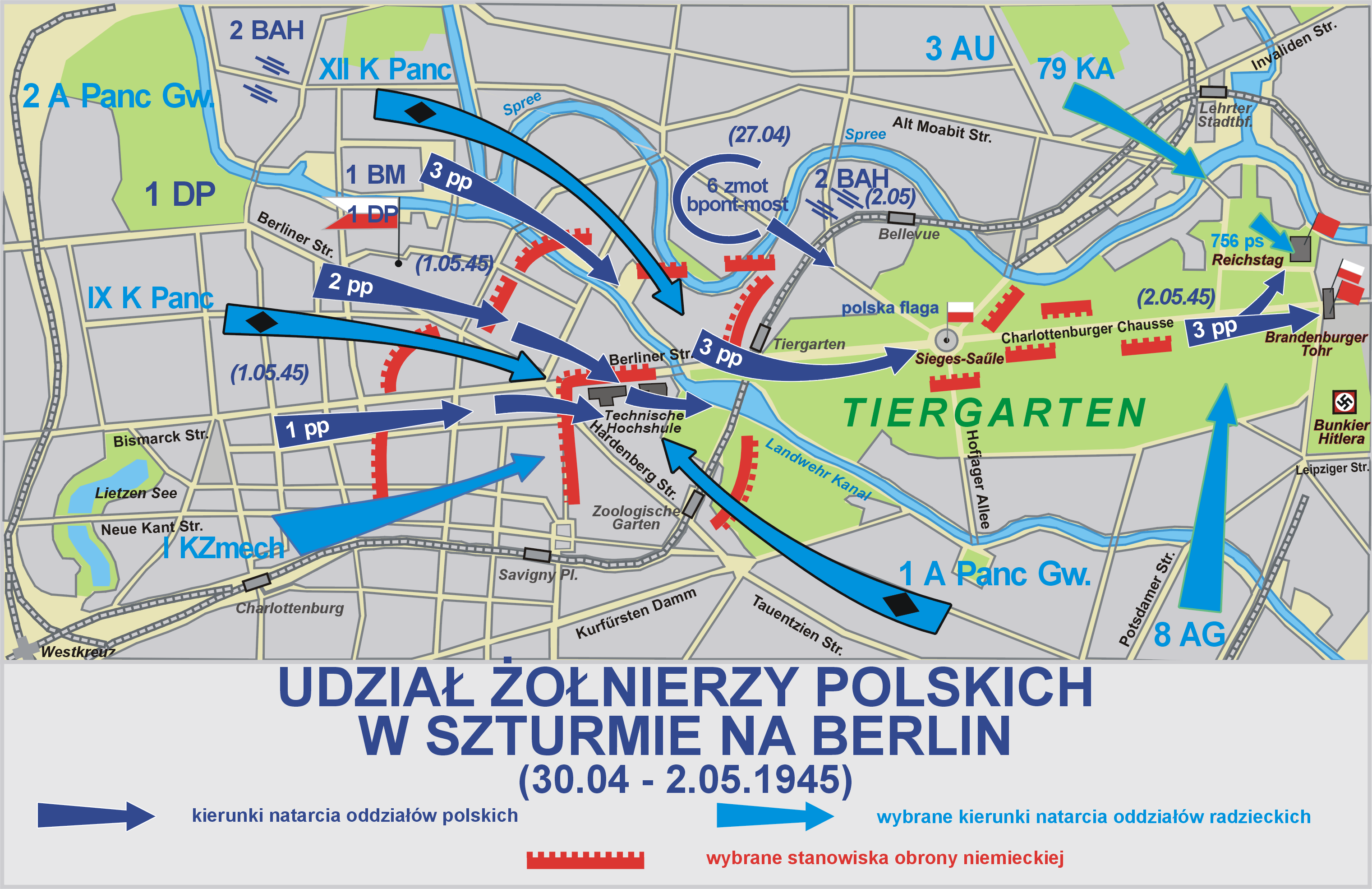
Udział żołnierzy polskich w szturmie na Berlin

25 kwietnia w dniu okrążenia Berlina, pułk uczestniczył w natarciu na Spandau. Stanowiska ogniowe zajmował wzdłuż skraju lasu na południe od Dallgow. 26 kwietnia o świcie pułk wspierał nacierającą piechotę radziecką i posuwając się za nią zajął stanowiska ogniowe na południowo-zachodnim skraju Seeburga. Po kontrataku hitlerowców piechota radziecka została zmuszona do wycofania się. Stanowiska ogniowe pułku zostały zagrożone. Faszystom udało się opanować rejon broniony przez 2 dywizjon moździerzy, a gdy grupy wroga znalazły się blisko stanowiska dowodzenia pułku, ppłk Kalentiew rozkazał przenieść je w głąb ugrupowania pułku. Po wykonaniu ognia zaporowego przez pułk i wprowadzeniu do walki radzieckiego batalionu fizylierów, atak nieprzyjaciela został odparty. Niemcy widząc, że nie przejdą odcinka bronionego przez 1 dywizjon moździerzy postanowili obejść polskie stanowiska. Płk Kalentiew pozostawił przy każdym moździerzu po trzech ludzi, a z pozostałej obsługi utworzył grupy strzelców, które wspólnie z radziecką piechotą uderzyły na hitlerowców. Wroga odepchnięto i rozbito, a moździerzyści wzięli do niewoli około 70 hitlerowców. Po drugim niemieckim kontrataku  na Seeburg, załoga punktu obserwacyjnego w składzie: ppor. Marcioch, bomb. Jędrzejewski i kan. Johacy została otoczona przez kilkunastu hitlerowców. Moździerzyści postanowili się bronić. Z odsieczą przyszła kompania piechoty radzieckiej z czołgiem, która rozproszyła nieprzyjaciela. Pułk podczas walk 26 kwietnia pułk zniszczył 8 karabinów maszynowych, zginęło około 80 żołnierzy nieprzyjacielskich, a do niewoli dostało się 74.
Wieczorem piechota radziecka wsparta moździerzami 11 pułku wdarła się do Spandlu, a punkty obserwacyjne pułku zostały rozmieszczone na południowym skraju miasta. Po północy nieprzyjaciel zaatakował i wyszedł na tyły i skrzydło pododdziałów. Stanowiska ogniowe pułku zostały odcięte od piechoty, a łączność przerwana. Mimo trudnych warunków radzieccy piechurzy i polscy moździerzyści powstrzymali nieprzyjaciela. Na skutek natarcia jednostki radzieckie i wspierający je 11 pm stopniowo opanowywały punkty oporu wroga w Spandau. Do końca 28 kwietnia wojska dotarły od zachodu do rzeki Haweli.